# Кирдяшева, Валерия Алексеевна
Валерия Алексеевна Кирдяшева (род. 28 ноября 2000 года, Бузулук, Оренбургская область) — российская гандболистка, разыгрывающая сборной России. Чемпионка мира среди юниоров 2018 года.

## Биография
Родилась в 2000 году в городе Бузулук. Дебютировала за клуб «Лада» в 2016 году. В составе этой команды в 2021 году выиграла бронзовые медали чемпионата. 
С 2023 по 2024 год играла за ростовский гандбольный клуб «Ростов-Дон». Ещё до окончания сезона-2023/24 договорилась о переходе в черногорскую «Будучность», но из-за финансовых проблем клуба в тоге оказалась в румынской «Глории Бистрице».

## Карьера в сборной
Выступала за юниорскую сборную России, чемпионка мира среди юниоров 2018 года. В настоящее время – игрок первой сборной.

## Достижения
- Бронзовый призер Чемпионат России по гандболу среди женщин 2020/21
- Финалист Кубка России 2022/23, 2023/24
- Победитель Чемпионат мира по гандболу среди девушек до 18 лет 2018